# Environnement en France

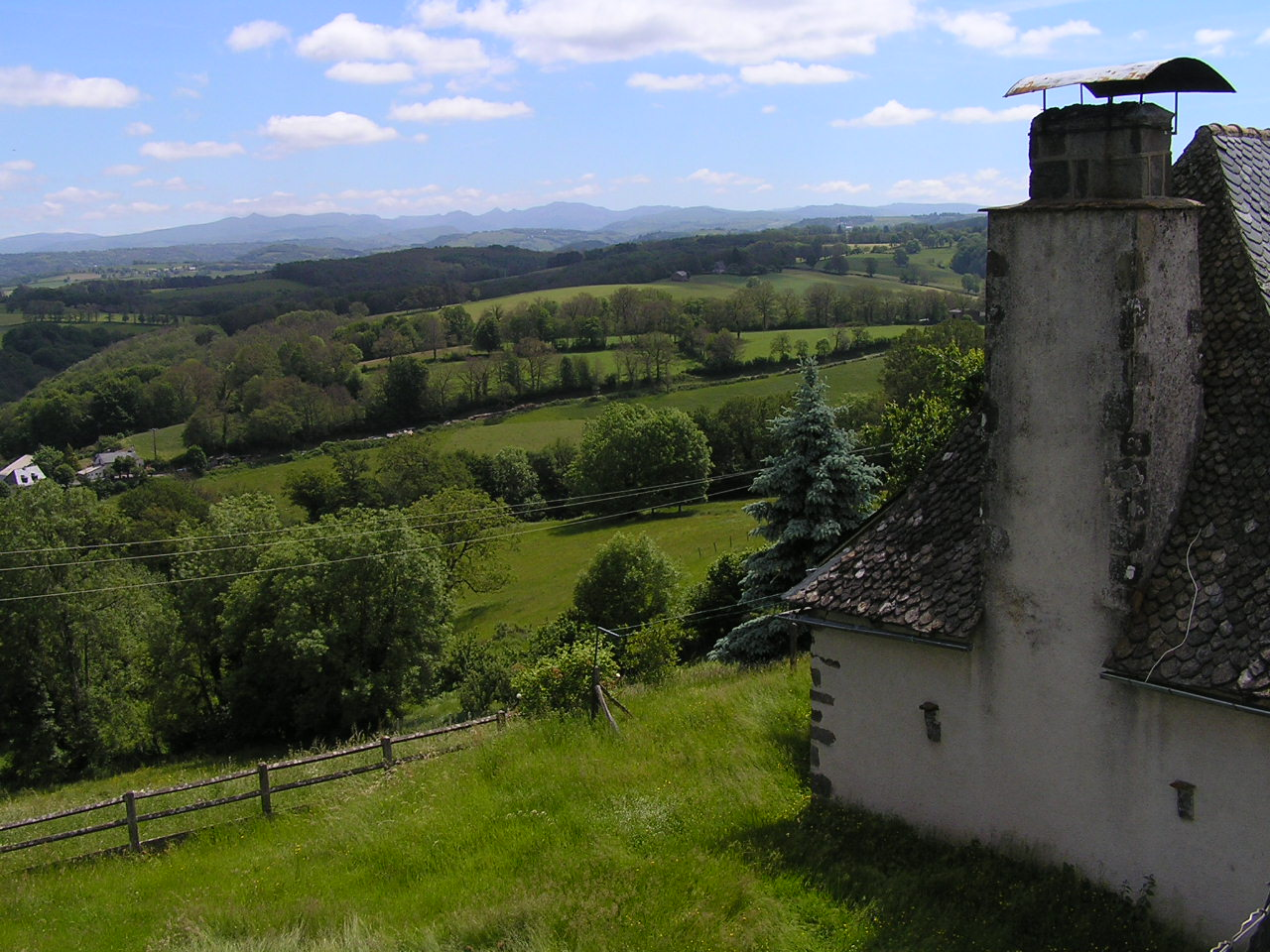
Un paysage du Cantal.

L'environnement en France désigne l'ensemble des composantes environnementales de la France, à savoir les paysages et habitats naturels, les espèces, la biodiversité, la géodiversité et l'ensemble des phénomènes et interactions qui s'y déploient. Il est l'objet de réglementations et de politiques depuis le XVIIe siècle.
Dans le prolongement des engagements pris lors du Sommet de la Terre de Rio (1992), la Convention d'Aarhus (1998), la directive européenne 2003/4/CE (2003) et la charte de l'environnement (2005) imposent que toute personne, sans avoir à justifier son identité, puisse accéder à toute information environnementale détenue par une collectivité (dont l'État).
La France est souvent citée parmi les pays les plus respectueux de l'environnement au monde. Une étude américaine des universités de Yale et de Columbia la classait en 2010 au 7e rang mondial pour l'environnement, puis au 27e rang en 2014 et au 2e en 2018. L'empreinte écologique de la France était en 1999 de 5,26 hectares globaux (hag) par personne, soit 2,8 fois la biocapacité mondiale qui est évaluée à 1,90 hag par personne. En 2014, elle était d'environ 4,7 hag par habitant. Compte tenu de leur méthodologie et des critères retenus, ces deux approches ne permettent toutefois pas de donner une idée complète de l'état de l'environnement en France. La comparaison de l'empreinte écologique et de la biocapacité par habitant depuis 1961 montre que la France est toujours en net déficit écologique depuis cette date.
L'ONU, l'UICN, l'Europe et l'OCDE utilisent ces données et d'autres pour évaluer périodiquement la situation environnementale du pays pour, selon l'OCDE, « favoriser les échanges de bonnes pratiques, à aider les gouvernements à rendre compte de leurs politiques et à améliorer la performance environnementale, individuelle et collective, des pays ». Le 3e et dernier rapport de l'OCDE a été élargi au développement durable et à la croissance verte et fait un point sur la transition énergétique et la biodiversité.
Selon un sondage paru en septembre 2021, la protection de l'environnement est la seconde préoccupation des Français.

## Le rapport sur l'environnement en France
Depuis 1994, la France, conformément à ses obligations internationales, publie tous les quatre ans un rapport complet sur l’environnement. La septième édition de ce rapport a été rendue publique le 24 octobre 2019. Elle comprend un rapport de synthèse et un site Internet mettant à disposition des données et analyses régulièrement actualisées sur l'ensemble des problématiques environnementales (état des écosystèmes, pollutions, prélèvements de ressources naturelles, déchets, biodiversité, changement climatiques, santé, économie verte…). L'ensemble de ces informations est complété par des points thématiques. Le premier de ces points a été publié le 5 juin 2019 et est consacré aux interactions entre l'environnement et la santé,.
Depuis 1994, sept éditions se sont succédé : 1994, 1998, 2002, 2006, 2010, 2014 et 2019 (liste à jour en octobre 2019). Ce rapport est depuis 2010 publié par le Service Statistiques du Ministère de l'Écologie depuis la disparition de l'IFEN en 2008.
Depuis 1992, l'information environnementale mise à disposition du public s'est enrichie. Le patrimoine de données mobilisables s'est démultiplié à la suite de la mise en place d'un réseau de mesures conséquent (surveillance de la qualité de l'air, des sols, de l'eau, de la biodiversité…) et grâce aux progrès réalisés en métrologie (il est maintenant possible de détecter des substances qui passaient jusqu'à présent inaperçues, comme les traces de médicaments dans l'eau douce ou les pesticides dans l'air)[réf. incomplète]. Dans le même temps, de plus en plus d'acteurs s'approprient les enjeux environnementales et diffusent à leur tour de l'information (média, associations…). Face à cette profusion d'informations dispersées et hétérogène, le rapport sur l'environnement en France tente d'apporter des clés de lecture synthétiques et croisées sur l'ensemble des sujets en lien avec l'environnement. Le site internet adossée à l'édition 2019 a par ailleurs l'ambition de mettre à disposition une information et des données régulièrement à jour. Il offre un accès à des données concernant l'environnement par région.

### Messages clés du rapport 2019
La concentration en nitrates dépasse régulièrement dans certaines zones 20 mg/l. On constate encore fréquemment le dépassement du seuil réglementaire de 0,1 µg/l pour un pesticide donné dans les différents points de surveillance. Cependant, la qualité chimique des rivières s’améliore : plans d’action sur les zones vulnérables de la directive nitrates, amélioration de l’assainissement des eaux usées, interdiction de plusieurs substances chimiques. Par contre, la situation des nappes souterraines ne présente aucune amélioration, que ce soit pour les nitrates ou pour les pesticides.
La qualité de l'air en France s'améliore, malgré des épisodes récurrents de pollution de l'air majeurs (ozone, particules fines). Les concentrations moyennes de polluants mesurées dans l'air diminuent, le nombre d'agglomérations présentant des dépassements des normes baisse, mais les concentrations demeurent très au-delà des valeurs préconisées par l'Organisation mondiale de la santé. Près de 48 000 personnes par an meurent prématurément en France du fait des particules fines.
L’érosion de la biodiversité se poursuit, malgré les dispositions prises pour sauvegarder des espèces ou des écosystèmes fragilisés ou la mise en place de zones strictement protégées. On peut même parler d'effondrement tant les tendances qui affectent les populations d’insectes ou de certaines espèces d’oiseaux sont alarmantes. Les chercheurs de l’IPBES l’ont rappelé : c’est un déclin sans précédent et dont les principaux facteurs sont les changements d’usage des terres et de la mer, l'exploitation directe de certains organismes, le changement climatique, les pollutions et les espèces exotiques envahissantes.
Au-delà de la perte nette d’espaces agricoles ou naturels et donc, de potentiel de production ou de biodiversité, l’artificialisation des sols conduit à accroître la vulnérabilité de certains territoires face aux risques naturels ou au changement climatique.
Chaque Français mobilise près de 13 tonnes de matières par an pour ses besoins en biens et services. La consommation a un impact réel sur l'environnement au travers de l’ensemble des ressources directement et indirectement mobilisées. Ainsi, la fabrication d’une voiture mobilise une masse de matières au moins 7 à 10 fois équivalente à celle qui la compose. D’après le Wuppertal Institut, la fabrication d'un téléphone portable de 120 grammes nécessite 70 kg de matières, mobilisant plus de 70 matériaux différents.
L’intégration de l’environnement est une réalité de plus en plus manifeste dans l’orientation de l’activité économique. Au-delà des leviers réglementaires et fiscaux, les engagements volontaires, comme les démarches de responsabilité sociétale des entreprises, la certification environnementale, l’éducation ou la formation à l’environnement jouent un rôle croissant. De plus en plus de Français voient leur métier évoluer en fonction de la prise en compte d’enjeux écologiques : savoir économiser les ressources, eau, énergie, matières. Et de plus en plus de Français travaillent directement dans des domaines de protection de l’environnement.
Près de 100 milliards d’euros de dépenses sont consacrés à la préservation de l’environnement par les acteurs économiques, administrations publiques, entreprises, ménages, en faveur de l’environnement : gestion des déchets, assainissement des eaux usées, protection des milieux, lutte contre les nuisances sonores, développement des énergies renouvelables.
Avec une température moyenne de 13,9 °C, l’année 2018 a été la plus chaude jamais connue en métropole depuis le début du XXe siècle. Les impacts de ce dérèglement climatique sont de plus en plus manifestes sur le territoire. Réduire drastiquement les émissions de gaz à effet de serre est la première des conditions à respecter pour espérer contenir une augmentation des températures supportable d’ici 2100. C’est l’engagement pris dans le cadre de l’Accord de Paris en 2015. La stratégie nationale bas carbone de la France vise l’objectif d’une neutralité carbone à l’horizon 2050 : ne pas émettre plus de gaz à effet de serre que notre territoire peut en absorber via notamment les forêts ou les sols. Cela impose de diviser nos émissions de gaz à effet de serre au moins par 6 depuis 1990. Cet objectif doit aller de pair avec une réduction de l’empreinte carbone de la France.

## Activités humaines
Selon un rapport de 2019 portant sur les opinions publiques et le climat, 70 % de la population française admet que le réchauffement climatique est d’origine humaine.

### Industries
En 2017, l'industrie manufacturière française rejette 17 % des émissions de gaz à effet de serre totales du pays, contre 26 % en 1990. Les émissions associées aux importations ont, elles, augmenté de 30 % entre 1995 et 2000, puis ont progressivement régressé pour retrouver en 2014 le niveau de 1995.
La production de plastique en France a augmenté de 7,8 % entre 2016 et 2017.

### Agriculture
En 2018, plus de 9 % des exploitations du secteur agricole, soit plus de 41 600 exploitations, sont engagées dans une démarche d’agriculture biologique, soit 7,5 % de la surface agricole utilisée (SAU), qui atteint plus de 2 millions d’hectares, dont 26 % sont en conversion. Le programme Ambition Bio 2022, lancé en juin 2018, prévoit un objectif de 15 % de la SAU en agriculture biologique en 2022.
La France est le deuxième consommateur du monde de pesticides. Leur utilisation a augmenté de 24 % en 2018 par rapport à 2017.
En 2016, près de 1,4 Mha (millions d'hectares) de terres étaient irrigués, soit environ 5 % de la surface agricole utile (SAU), contre 5,7 % en 2010. Moins de 1 % des surfaces sont irriguées dans les régions de Bourgogne-Franche-Comté, Normandie et Bretagne, alors que le taux d’irrigation atteint 14 % en Provence-Alpes-Côte d’Azur. Près de 40 % des superficies de maïs, de pommes de terre et de soja sont irriguées, la moitié des surfaces de verger et 60 % des surfaces de légumes. Le maïs représente 45 % des surfaces irriguées.

### Transports
La France dispose d'un réseau dense, qu'il soit routier, ferroviaire, aérien, fluvial ou maritime. Le réseau urbain de l’Île-de-France (région parisienne) est le deuxième plus fréquenté de la planète, après celui de Tokyo.
Les transports représentent 30 % des émissions de gaz à effet de serre en 2017 et se répartissent entre transports de marchandises, trajets du quotidien et voyages.
39,3 millions de voitures sont en circulation en France au 1er janvier 2024. En 2003, les deux tiers des automobiles vendues roulaient au gazole ; les biocarburants ne représentaient que 0,7 % de la consommation nationale. En 2024, la part des voitures Diesel dans le parc a diminué, à 50,7 %, au profit notamment des voitures à essence. Les motorisations électriques et hybrides rechargeables atteignent 4 % du parc motorisé. Par ailleurs, près de 40 % des Français pratiquent le vélo au moins une fois par mois.
La France produit chaque année environ 300 000 tonnes de diester[réf. incomplète].

### Résidentiel/tertiaire
Les émissions de gaz à effet de serre des secteurs résidentiel et tertiaire en 2017 représentent environ 20 % des émissions totales.

## État des milieux

### Pollution des eaux

#### État chimique des eaux
La directive cadre sur l'eau européenne impose aux États membres de prévenir la détérioration de l'état des eaux, de rétablir leur bon état, de réduire la pollution des eaux de surface, de supprimer les rejets de certaines substances dangereuses et d'inverser toute tendance à la hausse de la concentration de polluants dans les eaux souterraines.
Selon l'édition 2019 du rapport sur l'environnement, la qualité des eaux s'améliore en surface (mer, lacs et rivières), où la teneur en produits chimiques est à la baisse, par exemple pour le nitrate, dont la concentration a baissé de 12 % entre 1998 et 2017, et pour les pesticides, dont la présence a diminué de 19 % en métropole et de 21 % en outre-mer sur la période 2008-2017[réf. incomplète]. Mais 66 % des volumes prélevés pour l'alimentation en eau potable proviennent des eaux souterraines, dont l'état est très dégradé. Depuis 2000, environ 2 400 captages ont été abandonnés pour des raisons de pollution excessive, sur près de 22 000. Le premier responsable est le nitrate, dont la présence reste excessive malgré la baisse de l'utilisation d'engrais azotés : en 2017, 35 % du territoire national dépassait le seuil de 25 milligrammes par litre au-delà duquel il devient très difficile de garder la ressource apte à la production d'eau potable. Quant aux pesticides, leur concentration totale dépasse, dans 45 % des points du réseau de surveillance, la limite fixée par l'arrêté du 11 janvier 2007 : 0,5 microgramme par litre. Entre 2015 et 2017, environ 400 substances ont été retrouvées dans les analyses des échantillons : des métaux (dans 40 % des points de mesure, leurs taux dépassent régulièrement leurs normes respectives), du plastique, des solvants, des détergents, des produits cosmétiques ou encore une trentaine de molécules pharmaceutiques.
En 2015[réf. incomplète] :
- 44,8 % des eaux de surface avaient un état écologique bon ou très bon ;
- 62 % des eaux de surface étaient dans un bon état chimique ;
- 69,1 % des eaux souterraines étaient dans un bon état chimique.

La mise aux normes des stations d'épuration et la quasi-disparition des phosphates dans les lessives ont permis une diminution de près de 50 % du niveau de pollution des cours d'eau par les matières organiques. Cette évolution se traduit concrètement par une amélioration continue de la qualité des eaux de baignade ; en 2018, 98 % des eaux de baignade de France respectaient les normes européennes. Après une longue période de dégradation, une diminution de la quantité de matières organiques dans les cours d'eau contribue à l'amélioration de leur qualité biologique[réf. nécessaire].
Ces progrès sont toutefois contrebalancés par d'autres polluants qui ne parviennent pas à être éliminées malgré l'évolution des pratiques agricoles et industrielles. Ainsi, les teneurs en nitrates des cours d'eau, sources et eaux souterraines demeurent globalement élevées, notamment en Bretagne (impact de l'élevage), en Île-de-France et en région Centre (impact des grandes cultures), les pratiques agricoles intensives dans ces territoires conduisant à des surplus d'azote importants qui finissent à terme dans les cours d'eau (qui sont déversées ensuite dans les milieux marins) ou les nappes souterraines. Certes, les pratiques agricoles évoluent vers une utilisation plus raisonnée des engrais, mais les processus en jeu étant lents, les améliorations se font attendre. Ces surplus d'azote ont de nombreuses conséquences :
- ils sont à l'origine de l'eutrophisation des milieux aquatiques et de blooms phytoplanctoniques et bactériens préoccupants (par exemple, cyanophycées toxiques)[35] ;
- les rejets d'azote en mer favorisent le développement des marées vertes sur le littoral[35] ;
- les quantités excessives de nitrates dans la ressource en eau destinée à la consommation humaine la rendent impropre à la consommation. Entre 1998 et 2008, près de 900 forages ont été abandonnés, aucun traitement préalable de l'eau extraite n'étant en effet actuellement sur le marché pour permettre la dénitrification de tels niveaux de concentrations.

La pollution des eaux de surface et souterraines par des pesticides est également préoccupante. Les molécules utilisées sont de plus en plus efficaces à faibles doses. Par ailleurs, certains pesticides persistent dans les milieux plusieurs décennies après leur épandage et, durant cette période, les molécules mères peuvent se transformer en produits de dégradation tout aussi néfastes que la molécule mère. 90 % des pesticides utilisés proviennent des activités agricoles (grandes cultures, viticulture, maraîchage) et 10 % des collectivités locales (traitement des espaces publics, bord de voies de transport) et des ménages (potagers, espaces verts, allées). Les pesticides ont des effets néfastes sur la santé, sur la qualité de la ressource en eau. Comme pour les nitrates, à partir d'une certaine concentration, aucun traitement n'existe à ce jour pour rendre la ressource consommable. Cela conduit également à de nombreux abandons de forages autrefois destinés à la consommation d'eau.
D'autres polluants font l'objet d'un suivi : métaux, médicaments, polluants organiques persistant, perturbateurs endocriniens, etc..

#### Pollution par les déchets solides
Le plastique et les déchets (carcasses de voiture, de vélo...) polluent fréquemment les eaux superficielles (rivières, lacs, mares, zones humides...). Les rivières sont également atteintes par la pollution aux microplastiques. Ceux-ci ont ainsi été détectés aux États-Unis dans les eaux souterraines, on peut s'attendre à en trouver de la même façon en France dans les nappes phréatiques.
L'ensemble du littoral est également touché par une pollution par les déchets (environ 60 % de déchets plastiques, puis des déchets très variés, allant des métaux divers aux trottinettes électriques...). Chaque année, 11 200 tonnes de déchets plastique français sont déversés dans la Méditerranée. Cette pollution ne cesse de s'accroître et touche particulièrement la côte marseillaise et le nord de la Corse.

### Pollution de l'air
Les activités humaines émettent divers polluants dans l'air : émissions des gaz d'échappement, des industries et activités agricoles, émissions liées au chauffage au bois... Une multitude de polluants (oxydes d'azote, dioxyde de soufre, composés organiques volatils, pesticides, particules, ozone troposphérique...) se trouvent donc dans l'air, qui des effets néfastes sur la santé. Les seules particules PM2,5 (particules de moins de 2,5 micromètres) seraient ainsi à l'origine de 48 000 décès prématurés en France en 2018, soit 9 % de la mortalité, et de 391 000 dans l'Union européenne.
Sous l'impulsion de la réglementation européenne en matière d'émissions de polluants dans l'air, sur la période 1990-2018, les rejets des principaux polluants ont fortement diminué,[source insuffisante],. Mais, alors que les rejets d'oxyde d'azote ont reculé de 49 % entre 2000 et 2017, plusieurs agglomérations font face à des dépassements des seuils réglementaires de protection de la santé humaine et la Cour de justice européenne condamne la France en octobre 2019 pour avoir dépassé « de manière systématique et persistante » le seuil limite de dioxyde d'azote depuis 2010.
Les seuils de protection de la santé humaine sont encore fréquemment dépassés : régulièrement, la France est confrontée à des pics de polluants à l'ozone, au dioxyde d'azote ou aux particules fines.
Une commission d’enquête parlementaire indique en 2015 que la pollution de l'air représente un coût annuel de 101,3 milliards d’euros pour la France.
D'après une étude de Santé Publique France publiée début 2025, la pollution de l'air serait « responsable de 40 000 nouveaux cas d’asthme chez l’enfant » par an. Quant aux adultes, elle serait annuellement responsable de « 8 000 infarctus aigus du myocarde chez les 30 ans et plus, de 10 000 accidents vasculaires cérébraux et de 4 000 cancers du poumon chez les 35 ans et plus, de 78 000 nouveaux cas d’hypertension artérielle chez les 18 ans et plus et de presque 15 000 nouveaux cas de diabète de type 2 chez les 45 ans et plus ». L'origine de cette pollution est à rechercher majoritairement parmi le trafic routier, le chauffage au bois et les activités de chantier.

### Émissions de gaz à effet de serre
La comptabilisation des émissions de GES peut se faire selon deux méthodes. Sur l'approche territoriale est établi l'inventaire national selon l'obligation de rapportage de la Convention-cadre des Nations unies sur les changements climatiques CCNUCC), qui comptabilise les émissions liées à la production sur le territoire ; elle ne tient pas compte des émissions associées aux importations de biens manufacturés (émissions importées). L'approche par consommation inclut ces importations, elle permet d'établir l'empreinte carbone d'un pays.
Entre 1990 et 2017, les émissions de gaz à effet de serre (GES) de la France ont diminué de 15 %, mais la trajectoire de cette baisse est « encore éloignée de celle qui permettrait de respecter les objectifs de l'accord de Paris sans ruptures des modes de vie », du fait des émissions des transports et des bâtiments (résidentiels et tertiaires), qui « peinent […] à diminuer ».
Sur la période 1990-2012, les émissions de GES ont diminué de 12 %. Alors qu'elles avoisinaient 568 millions de tonnes équivalent CO2 en 1990, elles sont de 490 millions de tonnes en 2012. Dans le même temps, l'empreinte carbone de la France a augmenté de 11 % en raison notamment de la consommation de produits et de services importés.
En 2017, l'empreinte carbone de la France était de 633 Mt CO2 éq., sensiblement supérieure aux émissions de l'inventaire national qui étaient de 445 Mt CO2 éq.. La différence provient pour l'essentiel des émissions associées aux importations pour consommations intermédiaires ou pour usage final (émissions dites « importées »). Ainsi, alors que les émissions territoriales de la France ont baissé sur la période 1990-2018, celles de la Chine et de l'Inde, fortement émettrices de gaz à effet de serre (du fait notamment de la combustion de combustibles fossiles pour la production d'électricité) ont fortement augmenté sur la même période. Cela traduit l'importance des délocalisations et de la désindustrialisation de la France.
En 2012, les émissions dues à l'utilisation de l'énergie (transports, chauffage, fonctionnement des installations industrielles) représentent 71,6 % des émissions totales. Celles liées à l'agriculture (digestion des ruminants, émissions des engrais minéraux répandus sur les sols) atteignent 18 % du total. Les procédés industriels s'élèvent à 7 %.
En matière d'émissions territoriales de gaz à effet de serre et de réduction de ces émissions, la France est la moins émettrice parmi les grands pays développés.

### Dégradation des sols
Les sols assurent une multitude de fonctions. Par leur fertilité, ils contribuent à garantir la sécurité alimentaire. En stockant du carbone organique, ils participent à la réduction des émissions de gaz à effet de serre. De leur qualité dépend également la bonne santé des écosystèmes (faune, flore, habitats naturels).
Les sols sont toutefois soumis à de nombreuses pressions : extensions urbaines, aménagements, infrastructures de transport, équipements de loisirs, activités industrielles, activités agricoles, déforestation...
Il en résulte de nombreux impacts :
- les propriétés des sols se dégradent. Près de 1,5 tonne de terre est perdue chaque année du fait de l'érosion hydrique, favorisée par l'artificialisation des sols, qui atteint en 2012 9,1 % de territoire métropolitain, et certaines pratiques agricoles (arrachage des haies, absence de couvert végétal l'hiver, orientation des labours...). Près de 20 % des cantons de France voient la teneur en carbone organique de leur sol diminuer[51]. L'usage intensif de pesticides ainsi que le compactage des sols, liés aux caractéristiques des engins agricoles utilisés, participe à l'extinction de la biodiversité des sols[52] ;
- les sols sont également fortement pollués. Les secteurs agricoles et industrielles en sont les deux principaux responsables, même si les pratiques tendent à évoluer. En effet, la plupart des pollutions relevées résultent de pratiques du passé. Ainsi, bien qu'interdit à l'usage depuis plusieurs décennies, certains pesticides[53] comme le lindane ou la chlordécone sont encore détectés dans les sols. En Martinique et en Guadeloupe, les concentrations en chlordécone[54] sont encore telles que certaines zones ne peuvent pas être utilisées pour y faire des potagers. La France compte également près de 4 200 sites et sols pollués[55] dont les travaux de dépollution sont en cours[52] ;
- la pollution des sols concerne aussi les métaux lourds, toxiques, et, localement, une pollution ponctuelle à une radioactivité[réf. nécessaire] :
  - la Guyane est exposée à la pollution au mercure (méthylmercure toxique)[Combien ?],
  - la mine d'or de Salsigne, autrefois la plus grande d'Europe, a laissé une pollution à l’arsenic et autres produits toxiques, en mélange dans plus de 15 millions de mètres cubes de déchets dangereux[56],[57],
  - l'incendie de la cathédrale Notre-Dame, à Paris en 2019, a entraîné une pollution locale au plomb[Combien ?] qui a été traitée durant l'été 2019 pour les cours d'école concernées[réf. nécessaire].

### Occupation du sol

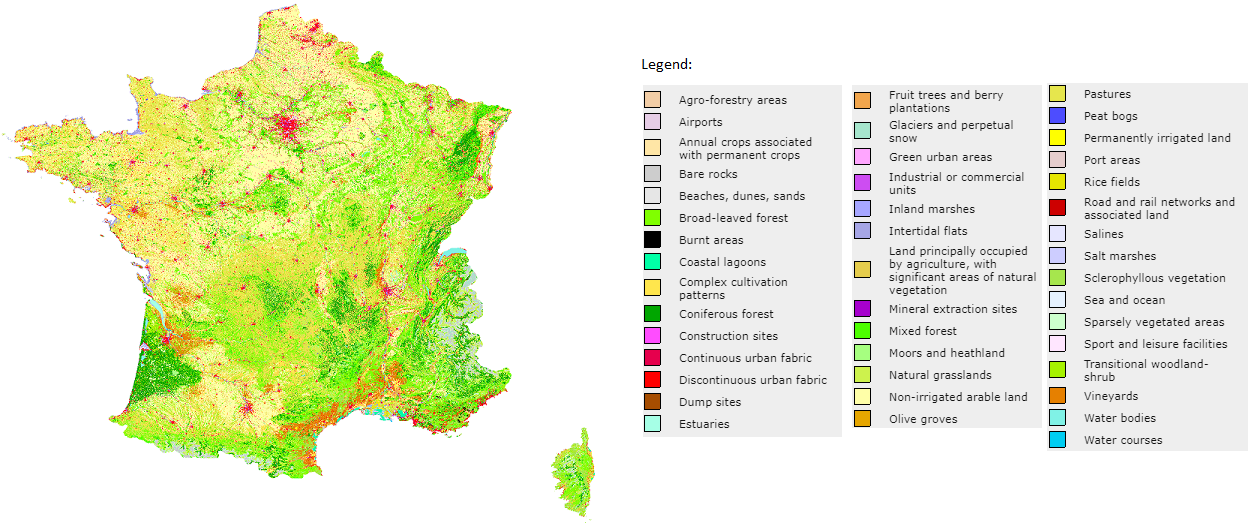
Carte des sols de France. Source : Corine Land Cover, 2006.

Depuis le XXe siècle, la France voit, tous les dix ans, l’équivalent d’un département disparaître sous l’urbanisation et la construction de routes, d’aéroports ou de parking.
L'artificialisation des sols a ainsi augmenté de +3 % de 2000 à 2006, surtout au détriment des sols agricoles et des milieux semi-naturels. L'artificialisation est très forte sur la frange littorale et dans certaines zones inondables, ce qui augmente le risque de catastrophe, par exemple lors d'inondations dues aux tempêtes : dans la zone inondable touchée par Xynthia début 2010, le nombre de logements supplémentaires a progressé de plus de 1 % par an entre 1999 et 2006 (soit +8 % sur cinq ans).
Depuis 2016, la consommation d'espace s'élève à 23,5 km2/an, dont 68 % sont consacrés aux habitations.
Le Centre de stockage de la Manche, en surface, et StocaMine, en profondeur, sont considérés comme non banalisables, en ce qu'ils ne sont pas « aptes à l'usage sans autre précaution particulière », et pourraient nécessiter une inscription au cadastre.

## État de la biodiversité
La France métropolitaine, située à la croisée de plusieurs zones biogéographiques, dispose d'une grande diversité de paysages et de microclimats, mais ce sont les départements d'outre-mer qui abritent la plus grande biodiversité, notamment la Guyane. La France métropolitaine comprend plus de 6 000 espèces végétales (dont les plantes endémiques de France) qui se répartissent approximativement en 4 900 espèces indigènes et au moins 1 300 espèces introduites par l'Homme (volontairement ou accidentellement). La faune française est également diversifiée, la France étant le premier pays européen en nombre d'espèces d'oiseaux et le troisième en nombre d'espèces d'amphibiens.
La France n'a pas pu tenir son objectif[Lequel ?] de stopper l'érosion de la biodiversité en 2010 et met à jour sa stratégie avec un projet de loi sur la biodiversité en 2015. En 2019, les scientifiques estiment que 18 % des espèces sont menacées en France métropolitaine et 39 % dans les îles d'outre-mer. En 2017, la mise à jour de la liste rouge de l'UICN montrait une aggravation de la situation des mammifères dans l’Hexagone : 33 % des espèces terrestres et 32 % des espèces marines apparaissaient menacées ou quasi menacées, contre respectivement 23 % et 25 % en 2009. En 2019, environ 20 % des espèces de poissons d’eau douce sont menacées de disparition. Selon l’Observatoire national de la biodiversité, 30 % des populations d'oiseaux des champs ont disparu entre 1989 et 2017.
De nombreuses menaces pèsent sur la biodiversité :
- l'artificialisation et la dégradation des sols ;
- la fragmentation des milieux ;
- les espèces invasives ;
- certaines pratiques agricoles ;
- la pollution des milieux (eau, air, sols) ;
- la pollution lumineuse ;
- le changement climatique.

Des dispositifs sont mis en place pour protéger certaines espèces et certains milieux (réseaux Natura 2000...). Des plans nationaux d'actions sont également instaurés pour permettre la protection de certaines espèces menacées.
Certaines actions portent leur fruit. Ainsi, contrairement aux oiseaux communs et à de nombreux insectes qui ne bénéficient d'aucune protection et qui voient leurs effectifs diminuer fortement, les espèces protégées voient leur nombre croître. Le héron, le loup, l'ours, le lynx, la loutre ou le castor recolonisent certains territoires ce qui permet en outre une régulation d'autres populations d'animaux et notamment d'animaux malades, au profit de la sélection naturelle.
La situation de la biodiversité est néanmoins préoccupante ; Malgré des efforts, certains progrès et une dépense accrue en termes de dépense de protection de la biodiversité et des paysages selon le troisième et dernier rapport de l'OCDE (2016), en France :
- « Trois quarts des habitats d'intérêt communautaire sont dans un état de conservation défavorable »[7]; seuls 22 % des habitats d'intérêt communautaire sont dans un état de conservation favorable ;
- « En France métropolitaine, une espèce sur cinq est menacée »[7] (selon l'UICN 20 % des espèces évaluées par l'UICN sont menacées), selon l'Europe, 54 % des espèces d'intérêt communautaire sont dans un mauvais état de conservation ;
- « L'avifaune spécialisée dans les milieux agricoles continue de souffrir des pratiques agricoles intensives »[7] ;
- « L'agriculture, la conversion et la fragmentation des habitats constituent les principales menaces pour les habitats et les espèces »
- L'artificialisation des sols continue et même « s'accélère »[7] ;
- « Le réseau d'aires protégées doit être étendu en priorité pour les espèces des milieux ouverts (landes, pelouses et prairies) » ;
- « La majorité des espèces menacées ne bénéficie pas d'un plan d'action »[7].

Les études de l'Union internationale pour la conservation de la nature réalisées sur l'Île-de-France révèlent que 31 % des 1 600 espèces de fougères et plantes à fleurs y sont menacées de disparition, 27 % des papillons de jour, 30 % des chauves-souris et 39 % des oiseaux nicheurs. Sans être menacées de disparition, certaines populations « encore abondantes il y a peu » ont considérablement diminué, comme certaines espèces de chauve-souris (pipistrelles communes et noctules communes) ou d'oiseaux, dont les hirondelles et le moineau domestique qui a perdu 73 % de ses effectifs parisiens entre 2004 et 2017. L'usage des pesticides, l'urbanisation et le réchauffement climatique semblent en être les principales causes.
Le 10 janvier 2022, plusieurs ONG « [attaquent] l’État pour manquement à ses obligations de protection de la biodiversité ». Cette démarche s'inspire de l'Affaire du siècle.

## Mobilisation des ressources naturelles
Le jour du dépassement (date de l’année, calculée par l'ONG américaine Global Footprint Network, à partir de laquelle l’humanité est supposée avoir consommé l’ensemble des ressources que la planète est capable de régénérer en un an) pour l'année 2019 et pour la France est le 15 mai. La France est l'un des pays dont la consommation dépasse le plus les capacités de la planète.

### Consommation de ressource et flux «cachés»
Depuis 1990, la consommation de matières naturelles (minéraux, minerais, ressources fossiles, biomasse...) a augmenté de près de 10 %. Elle atteint 800 millions de tonnes en 2012. Globalement, il est nécessaire d'utiliser 12 tonnes/habitant pour satisfaire les besoins annuels d'un seul français. Si on intègre l'énergie nécessaire à la fabrication et le transport des produits importantes ainsi que les terres non utilisées issues des carrières pour utiliser les minerais ou minéraux utilisés pour les produits finis, cette quantité atteint 26 tonnes par an et par français.
Certes, avec la même quantité de ressources, la France est maintenant en mesure de produire plus qu'auparavant grâce aux développements techniques. Mais ces améliorations sont compensées par l'évolution des modes de vie qui demandent toujours plus de ressources : des logements plus grands, augmentation du nombre de kilomètres parcourus, croissance du nombre d'équipements multimédias favorisés notamment par l'obsolescence programmée des équipements...
Ce niveau de consommation n'est pas durable, notamment pour les générations futures et plus globalement les écosystèmes :
- les ressources utilisées sont en quantité finies. Déjà l'épuisement de certains minerais, pourtant indispensables aux technologies de demain, est prévu dans les prochaines décennies ;
- les extractions intensives de ressources détruisent de nombreux habitats naturels et donc la biodiversité ;
- la France importe la plupart des ressources qu'elle utilise, à l'exception des produits agricoles et des matériaux de construction[75].

### Énergies
La France est le deuxième producteur mondial d'énergie nucléaire, derrière les États-Unis.
Répartition de la production d'énergie primaire totale :
- Énergie nucléaire : 85 %
- Énergies renouvelables : 14 %
- Pétrole et gaz naturel : 1 %.

La consommation d'énergie par habitant et par an, en 2000, était de 3,7 tonnes équivalent pétrole (en augmentation de 35 % depuis 1973).
Au début de l'année 2005, le parc éolien français comptait 629 éoliennes. La France avec ses DOM produisait 386 mégawatts, ce qui représentait moins de 1 % de sa consommation électrique totale. La première région productrice était le Languedoc-Roussillon (17 parcs et 64 machines), suivie par la Bretagne, la Corse, Rhône-Alpes et le Nord-Pas-de-Calais.
Aux côtés du Costa Rica, du Danemark, de l’Italie, de l’Irlande, du Groenland, de la Nouvelle-Zélande, du Pays de Galles, du Portugal, du Québec, de la Suède et de la Californie, la France rejoint la coalition Beyond oil and gas (BOGA) en faveur de l'arrêt de la production de pétrole et de gaz, mais cette coalition ne comprend aucun grand producteur. Bien plus significative est l'adhésion de la France, annoncée le 12 novembre 2021 par Barbara Pompili à la COP26, à une coalition de pays (dont les États-Unis, le Canada, le Royaume-Uni, les Pays-Bas, l'Allemagne et l'Espagne) qui s'engagent à mettre un terme, fin 2022, aux aides publiques à l'étranger aux projets d'énergies fossiles sans techniques de capture de carbone.
L'année 2021 voit se multiplier les études prospectives et scénarios énergétiques institutionnels (« Transitions 2050 » par l'Ademe et « Futurs énergétiques 2050 » par RTE) et associatifs (« Plan de transformation de l'économie française » par The Shift Project et « scénario négaWatt » par l'association du même nom).

### Ressource halieutique
En mer, les stocks des espèces de fond se dégradent de manière préoccupante : en 2006, la part des stocks sous le seuil de précaution augmente de 42 % et se détériore pour des espèces très prisées comme le cabillaud ou l'aiglefin. L'anguille européenne, autrefois très commune, et particulièrement résistante, est depuis peu classée comme espèce menacée.

### Production de déchets
En 2016, l’économie française est à l’origine de la production de 322 millions de tonnes de déchets, dont 224 millions proviennent du secteur du bâtiment et des travaux publics. Cette quantité est en nette augmentation par rapport à 2004 (297 Mt), mais en baisse depuis 2010 (355 Mt). 27 % des déchets sont mis en décharge, 7 % sont incinérés avec ou sans récupération d’énergie et 65 % sont recyclés.
Dans le même temps, les pratiques de ménages évoluent. La production de déchets par habitant diminue : elle est de 538 kg/hab en 2011, en baisse lente mais constante depuis 2007,,. Le taux de recyclage de ces déchets croît continuellement depuis la fin des années 1990, mais pas suffisamment pour atteindre les objectifs de la loi Grenelle I (2009) ; la loi de transition énergétique de 2015 pourrait accélérer cette tendance. L'augmentation du nombre d'installations de collecte, de tri et de traitement des déchets participe à cette dynamique.
Le gaspillage alimentaire demeure toutefois à un niveau élevé (20 kg/hab/an en limite basse). La France est aussi le septième pays consommateur d'eau en bouteille au monde (par habitant) en 2020[source secondaire souhaitée], atteignant 9,3 milliards de litres d'eau vendue, ce qui génère une quantité importante de déchets en plastique à gérer, dont seule la moitié était recyclée en 2018,.
Le marché de la récupération et de la réparation se développe. En 2011, d'après l'Ademe, le secteur de la réparation compte 71 000 entreprises, en hausse de 26 % par rapport à 2007.
Des actions de communication et de sensibilisation demeurent nécessaires pour démultiplier cette dynamique et entrer dans une économie circulaire. Pour atteindre cet objectif, des progrès techniques et le développement de nouvelles filières sont néanmoins nécessaires pour tendre vers le zéro déchet. D'autre part, il convient de promouvoir la réparation des équipements, ce qui suppose que les fabricants prévoient la possibilité de les réparer au stade de leur conception. Il convient également de mettre en place les techniques nécessaires pour pouvoir récupérer les matériaux rares qui composent certains équipements électroniques (appareils multimédias...)[réf. souhaitée].

### Gestion des forêts
L'Office national des forêts (ONF) est l'organisme chargé de la gestion des forêts publiques. Il comptait 15 000 employés en 1985, mais 9 000 en 2019. En 2018, la direction annonce 1500 nouvelles suppressions d’emplois dans les cinq ans à venir. Les fonctionnaires représentent 56 % du personnel, les contractuels et salariés de droit privé 44 %. Le démantèlement de l'ONF et le transfert de ses compétences au secteur privé ont été envisagés par le gouvernement en 2019 avant d'être abandonnées,.
La surface de forêt progresse réguliérement en France, passant de moins de 10 millions d'hectares en 1830 à 17 millions en 2019, soit 31 % du territoire métropolitain. Depuis 1980, la superficie forestière progresse de 0,7 % par an.
Les forêts publiques françaises se situent pour 30 % en zone Natura 2000.

## Exposition aux risques

### Risques naturels
La France est exposée à de multiples aléas naturels : inondations, tempêtes, feux de forêt, glissements de terrain, retrait/tassement des argiles, séismes...
L'aléa inondation demeure le plus important. Près de huit millions de Français sont exposés à un risque d'inondation par débordement de cours d'eau. Près de 700 000 Français sont exposés à des risques d'inondation par submersion marine.
L'ensemble de ces aléas risquent de s'aggraver sous l'effet du changement climatique. Ainsi, 16 % des communes de métropoles sont exposées à un ou plusieurs aléas dont le risque peut s'amplifier sous l'effet du changement climatique : inondation, feu de forêt, tempête principalement.

### Risques technologiques
La France est exposée à de multiples aléas technologiques.
La France comprend sur son territoire près de 1 000 installations Seveso. Près de 300 000 Français habitent à moins de 500 mètres d'un tel établissement. Des mesures sont toutefois prises pour éviter toute catastrophe. Néanmoins, même si toutes les précautions sont prises, certains accidents peuvent initier par un aléa naturel (inondation, séismes, événement climatique extrême). Près de 19 % des installations Seveso sont en effet localisées en zone inondable. Quelques-unes sont également en zone sismique.

### Risques environnementaux chroniques
Le pays est le plus nucléarisé et doit gérer des séquelles de guerre (de deux guerres mondiales) et industrielles (dans le Nord et l'Est du pays notamment). Il est également très concerné par la pollution lumineuse et les effets de la mortalité animale sur les routes en raison d'un important réseau routier.

## Évolution des modes de consommation et de production
Selon l'évaluation OCDE de 2016, la France s'est fixé des objectifs environnementaux et fait des efforts pour intégrer les considérations environnementales dans l’économie et promouvoir une croissance verte, s'est engagée à diminuer certaines subventions dommageables à l’environnement et ses investissements financiers en faveur de l’environnement augmentent (notamment pour la gestion des déchets) et « les activités vertes sont plus dynamiques que l'ensemble de l'économie (...) ; Les budgets publics de recherche, développement et démonstration s'orientent vers les énergies renouvelables et l'efficacité énergétique » mais le poids de la fiscalité écologique dans l'économie française est faible et « en baisse » ; « La fiscalité des carburants routiers favorise encore le diesel ; L'instabilité des dispositifs de soutien aux énergies renouvelables influe sur les niveaux d'investissement » ;

## Environnement et économie
Selon le palmarès de l'agence Vigeo-Eiris qui évalue la performance des entreprises en matière d’environnement, il ressort une « bonne performance des groupes tricolores ».

### Dépenses de protection de l'environnement
Les dépenses dites de protection de l'environnement ont fortement augmenté depuis 1990. Sur la période 1990-2012, elles sont passées de 16 milliards d'euros à 47,5 milliards d'euros. Tous les acteurs économiques participent à ces dépenses : les ménages, les entreprises et les administrations. Ces dépenses portent notamment sur la gestion des déchets, la gestion des eaux usées, la protection de l'air, la lutte contre le bruit, la préservation de la biodiversité, la dépollution des sols, la gestion des déchets radioactifs, la recherche et le développement dans le domaine de la protection de l'environnement.
Dans son évaluation environnementale de la France (2016) l'OCDE s'inquiète néanmoins de la faiblesse de la fiscalité écologique dans l'économie désignée comme « faible et en baisse »
En 2019, le gouvernement prévoit de réduire de 5 % les effectifs du ministère de la Transition écologique et solidaire d’ici la fin du quinquennat, soit près de 5 000 emplois, notamment dans les domaines de la prévision météorologique, de la protection des parcs nationaux et des inspecteurs de l’environnement. Le ministère avait déjà supprimé plus de 7 200 emplois entre 2017 et 2019.

### Éco-activités
Les éco-activités couvrent des activités économiques ayant une finalité environnementale (protection de l’environnement ou gestion durable des ressources).
En 2017, les éco-activités comptent près de 465 000 équivalent temps plein, soit environ 1,8 % de l'emploi total en France. Ce secteur est en forte croissance, sur la période 2004-2017, l'emploi dans ce domaine ayant augmenté de 2,8 % par an contre 0,5 % dans le reste de l'économie. En élargissant le périmètre d'études à l'ensemble de l'économie verte (c'est-à-dire en prenant en considération les activités qui produisent des biens et services favorables à une meilleure qualité environnementale comme l'isolation des parois pour l’économie d’énergie par exemple), c'est près de 900 000 emplois qui sont concernés en 2016.
Ce secteur est porté par les domaines de la gestion des eaux usées, des déchets, des énergies renouvelables et de la dépollution des sols. Depuis 2004, la production des éco-activités est en constante augmentation. Elle atteint à 86,7 milliards d'euros en 2017, soit une hausse annuelle moyenne de 4,2 % sur la période 2004-2017 contre 2,4 % pour l'ensemble de l'économie française.

## France et Union européenne
L'Union européenne met régulièrement la France en demeure de se conformer aux arrêts de la Cour de justice de l'Union européenne concernant l'application de directives sur la protection de l'environnement : mauvaise application de la directive oiseaux (concernant les oiseaux sauvages, en 1979)[réf. souhaitée], de la directive habitats (en 1992)[réf. souhaitée], de la législation sur le déversement de substances dangereuses dans l'eau (en 2005) et sur les déchets des véhicules hors d'usage (arrêt du 1er juillet 2004)[réf. souhaitée].
La Ligue pour la protection des oiseaux reproche en avril 2019 au gouvernement français de ne pas respecter la directive européenne sur la conservation de la faune sauvage et dépose plainte pour « infractions relatives à la chasse ».

### Condamnations européennes
Exemples :
- le 12 juillet 2005, la Cour de justice de l'Union européenne (CJUE), sur demande de la Commission européenne, a condamné la France à une amende « pour violation de la législation communautaire concernant la protection des stocks de poissons risquant de disparaître ». La France doit régler une somme forfaitaire de 20 millions d'euros pour avoir failli « de façon grave et persistante à ses obligations communautaires en matière de pêche ». Elle doit aussi payer 57,8 millions d'euros supplémentaires pour chaque période de violation de six mois en plus[réf. nécessaire]. La France avait déjà été condamnée pour le même motif en 1991[réf. nécessaire]. La Cour de justice européenne avait alors jugé que la France avait violé les règles concernant le maillage des filets et la vente de poissons trop petits, mesures destinées à préserver les ressources halieutiques ;
- en juillet 2005, la Commission européenne a entamé des poursuites contre la France et six autres États membres pour défaut de transposition de la directive de janvier 2003 concernant l'accès à l'information environnementale[109] ;
- la France a plusieurs fois été condamnée pour non-respect de ses engagements concernant la gestion des nitrates, pour avoir désigné des zones vulnérables insuffisantes, puis pour leur avoir appliqué « des plans d'action trop laxistes »[110],[111] ;
- le 24 octobre 2019, la Cour de justice de l'Union européenne a estimé, sur saisine de la Commission européenne, que Paris dépassait de manière « systématique et persistante » le seuil limite de dioxyde d'azote (NO2) depuis 2010. 24 zones et agglomérations sont concernées, dont celles de Paris, Lyon, Marseille, Nice, Strasbourg ainsi que la vallée de l'Arve, saturée de poids lourds jusqu'au tunnel du Mont-Blanc. Selon Élisabeth Borne, ministre de la Transition écologique, sur la période 2000-2018, les émissions de NO2 ont diminué de moitié et le nombre d'agglomérations dépassant le seuil a été ramené de 24 à 11. L'Allemagne et le Royaume-Uni sont également poursuivis[112].

D'autres contentieux ont concerné :
- les décharges illégales (selon l'arrêt de la cour du 29 mars 2007, « au terme du délai fixé dans l'avis motivé, il existait en France 1 000 décharges non autorisées, [...] au mois de décembre 2005, soit 22 mois après l'expiration dudit délai, 653 d'entre elles subsistaient encore »[113] ;
- le manque de protection suffisante des dernières populations européennes de grand hamster d'Alsace[114].